# Ефимоновский сельсовет
Ефимоновский сельсовет — упразднённая административно-территориальная единица, существовавшая на территории Московской губернии и Московской области до 1939 года.
Ефимоновский с/с был образован в первые годы советской власти. В 1919 году Ефимоновский с/с входил в Лучинскую волость Звенигородского уезда Московской губернии.
14 января 1921 года Лучинская волость была передана в Воскресенский уезд.
В 1923 году Ефимоновский с/с был упразднён, а его территория включена в Бужаровский с/с.
В 1927 году Ефимоновский с/с был восстановлен путём выделения из Бужаровского с/с.
В 1929 году Ефимоновский с/с был отнесён к Воскресенскому району Московского округа Московской области.
30 октября 1930 года Воскресенский район был переименован в Истринский район.
17 июля 1939 года Ефимоновский сельсовет был упразднён. При этом его территория (селения Бабкино, Ефимоново и Михайловка) была передана в Бужаровский с/с.